# Philidris pubescens
Philidris pubescens är en myrart som först beskrevs av Horace Donisthorpe 1949.  Philidris pubescens ingår i släktet Philidris och familjen myror. Inga underarter finns listade i Catalogue of Life.

## Bildgalleri

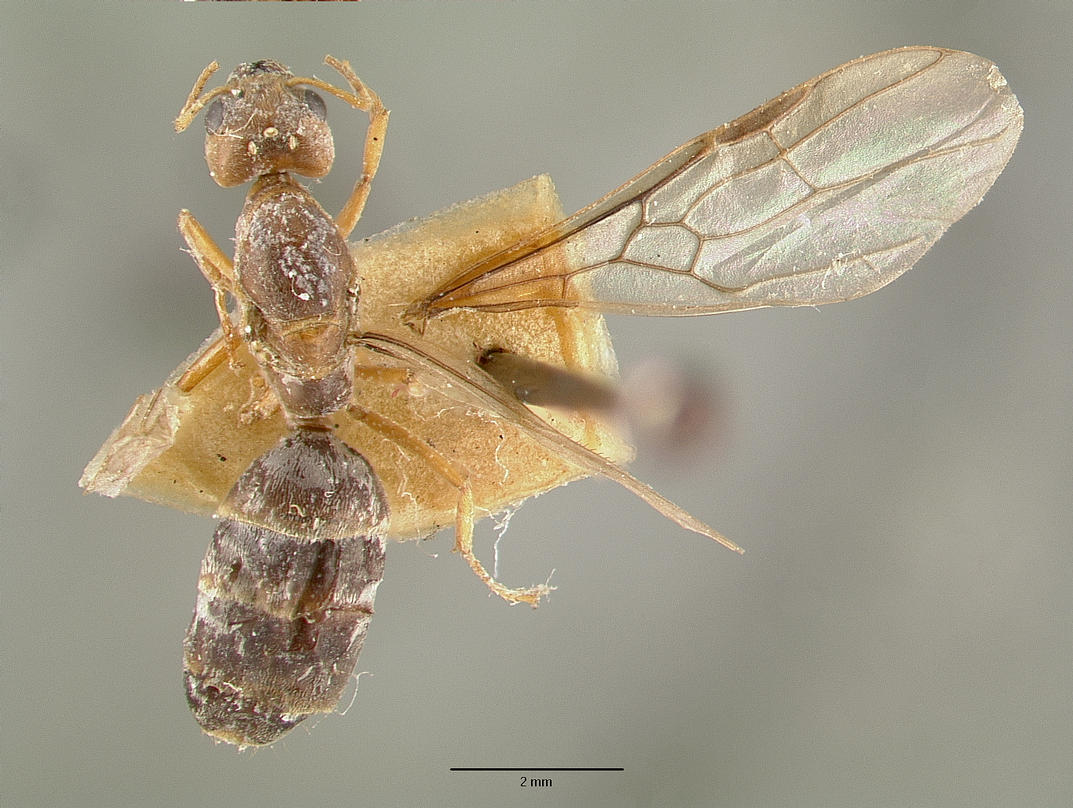
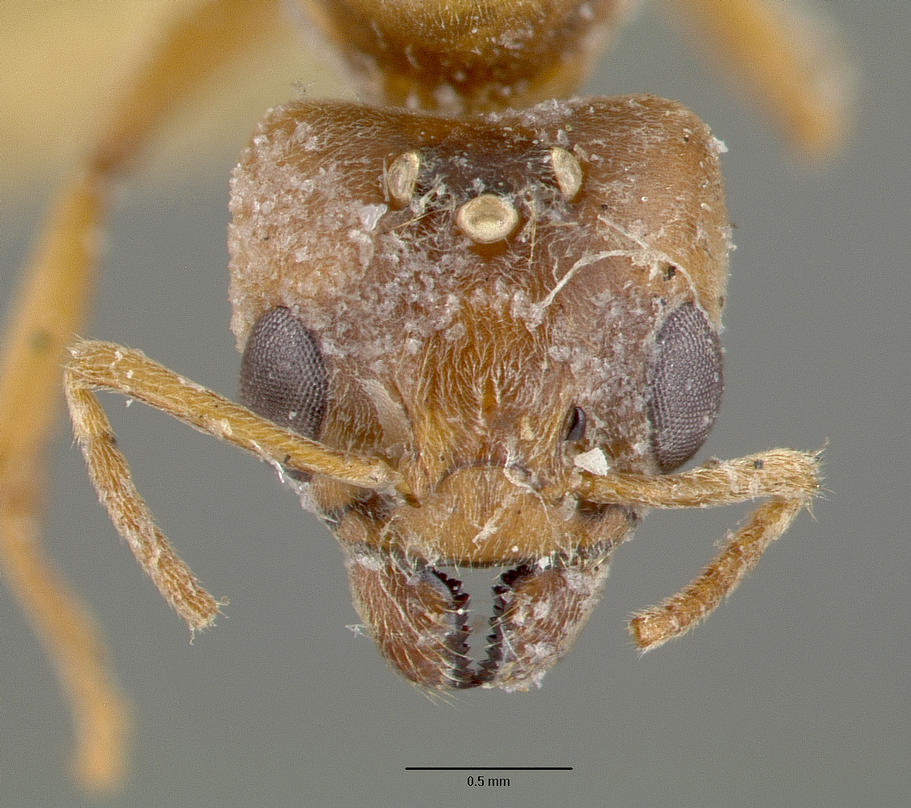
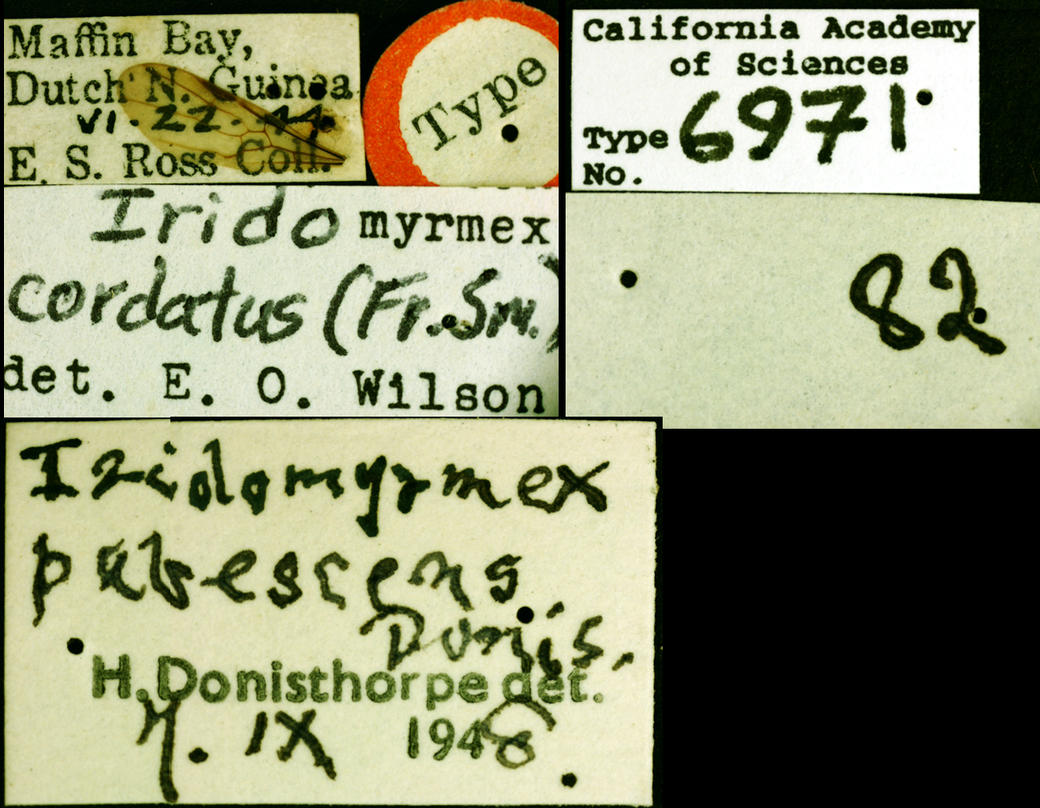
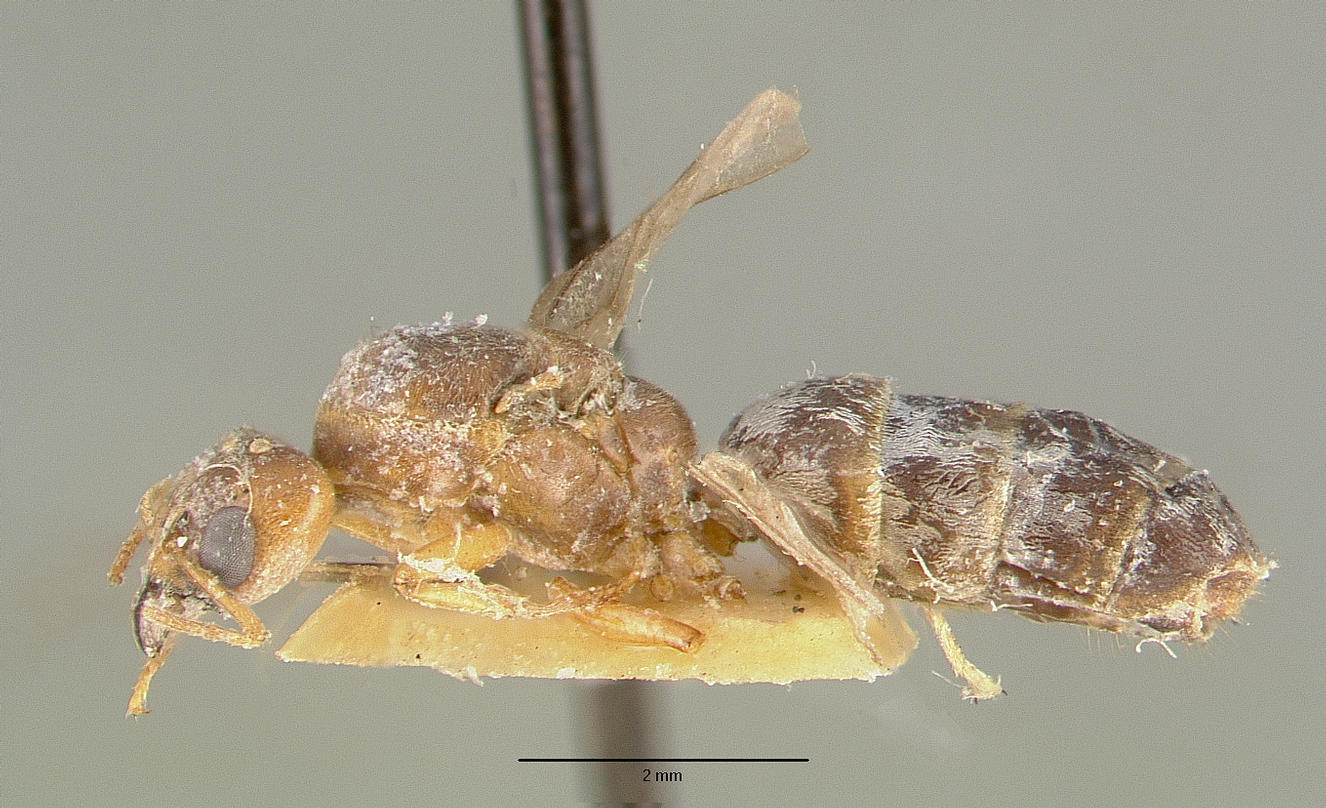